# 広島アフリカ講座
広島アフリカ講座（ひろしまアフリカこうざ）は、広島県広島市にある市民団体。1985年6月に設立。代表は、広島経済大学教授の藤本義彦。
南アフリカ政府の政策である、アパルトヘイトに反対する事を目的としていた。

## 手がけた行事
2004年9月　アフリカン・フェスタ＠ヒロシマ：アフリカの人たちの衣食住を体験する企画
など
| サブスタブ | この項目は、まだ閲覧者の調べものの参照としては役立たない、書きかけの項目です。この項目を加筆・訂正などしてくださる協力者を求めています。このテンプレートは分野別のサブスタブテンプレートやスタブテンプレート（Wikipedia:分野別のスタブテンプレート参照）に変更することが望まれています。 |